# Planchet
Pour l’article ayant un titre homophone, voir Planchais.
Planchet est un personnage de fiction créé par Alexandre Dumas dans sa célèbre trilogie romanesque, Les Trois Mousquetaires, Vingt ans après et Le Vicomte de Bragelonne.

## Présentation
Planchet est le valet de d'Artagnan. On sait de lui qu'il est Picard, et que c'est Porthos qui le fournit à d'Artagnan. Bien que traité occasionnellement comme un personnage comique, Planchet se montre un serviteur efficace et intelligent, très dévoué à d'Artagnan. À la fin de Les Trois Mousquetaires, il obtient le grade de sergent dans les « gardes » (régiment des Gardes françaises ?) ; mais, dans Vingt Ans après, il raconte, « avant d'être confiseur, j'ai été trois ans sergent au régiment de Piémont ». 
Dans Les Trois Mousquetaires, il fait plusieurs fois montre de bravoure, comme lorsqu'il neutralise Lubin, le laquet du Comte de Wardes et lorsqu'il va livrer une lettre en partance du siège de la Rochelle à Lord de Winter en Angletterre, l'avertissant de la mission de sa belle-sœur Milady de Winter. 
Dans Vingt Ans après, on le retrouve marié et embourgeoisé, enrichi dans la confiserie. Désormais plus riche que son ancien maître, il ne lui demeure pas moins fidèle et lui vient ponctuellement en aide, bien que d'Artagnan demeure au service du roi et de Mazarin et que Planchet, comme bien des bourgeois de Paris, ait pris le parti de la Fronde. Assumant des responsabilités militaires à Paris durant la Fronde, Planchet se montre assez inefficace, et parvient finalement à éviter toute participation aux combats, tout en progressant assez rapidement dans la hiérarchie : il est fait sergent, puis lieutenant de la  milice bourgeoise parisienne (avec « promesse pour être capitaine »). Sa carrière militaire finit avec la défaite de la Fronde. En outre, il fait partie des bourgeois qui viennent vérifier au Louvre que Louis XIV est encore à Paris. Il a d'ailleurs l'intelligence de donner un faux nom à Anne d'Autriche à ce moment-là.
Dans Le Vicomte de Bragelonne, il vient à nouveau en aide à d'Artagnan, mais financièrement, en lui fournissant les fonds nécessaires à l'opération qui aboutit à la restauration de Charles II sur le trône d'Angleterre. À la fin du dernier roman, âgé et veuf, il se remarie avec une jeune femme. La conclusion de la trilogie laisse entendre qu'il terminera sa vie dans une tranquille retraite, loin de Paris.

## Filmographie
Le rôle de Planchet est interprété : 
- Au cinéma, par :
  - Armand Bernard dans Les Trois Mousquetaires (1921) et dans Vingt Ans après (1922)
  - Paul Colline dans Les Trois Mousquetaires (1933)
  - John Qualen dans Les Trois Mousquetaires (1935)
  - Keenan Wynn dans Les Trois Mousquetaires (1948)
  - Bourvil dans Les Trois Mousquetaires (1953)
  - Jean Carmet dans Les Trois Mousquetaires (1961)
  - Roy Kinnear dans Les Trois Mousquetaires (1973), On l'appelait Milady (1974) et Le Retour des Mousquetaires (1989)
  - Gérard Rinaldi dans Les Quatre Charlots mousquetaires (1974)
  - Jean-Paul Roussillon dans La Fille de d'Artagnan (1994)
  - Jean-Pierre Castaldi dans D'Artagnan (2001)
  - James Corden dans Les Trois Mousquetaires (2011)

- À la télévision, par :
  - Paul Crauchet dans D'Artagnan (feuilleton, 1969-1970)
  - Angelo Bardi dans D'Artagnan amoureux  (mini-série de 1977)